# Aérodrome du Havre - Saint-Romain-de-Colbosc
Ne doit pas être confondu avec Aéroport du Havre-Octeville.
L’aérodrome du Havre - Saint-Romain (code OACI : LFOY) est un aérodrome ouvert à la circulation aérienne publique (CAP), situé sur la commune de Gommerville à 1 km au nord de Saint-Romain-de-Colbosc et 20 km à l’est du Havre, dans la Seine-Maritime (région Haute-Normandie, France).
Il est utilisé pour la pratique d’activités de loisirs et de tourisme (aviation légère).

## Histoire
L’aérodrome est géré par l’Aéroclub de l’Estuaire de la Seine.

## Installations
L’aérodrome dispose de deux pistes en herbe :
- une piste orientée sud-nord (01/19) longue de 890 mètres et large de 100 ;
- une piste orientée est-ouest (05/23) longue de 840 mètres et large de 100.

L’aérodrome n’est pas contrôlé. Les communications s’effectuent en auto-information sur la fréquence de 123,500 MHz.

## Activités
- Aéro-Club de l’Estuaire de la Seine : Planeurs, Avions, ULM. École de pilotage dans les trois disciplines.
- Aéro-Club de Gravenchon : École de pilotage avions et ULM.